# رود اوچا
رود اوچا (انگلیسی: Ucha) یک رودخانه در استان مسکو کشور روسیه است..